# 荒牧典俊
荒牧 典俊（あらまき のりとし、1936年10月14日 - ）は、日本の仏教学者、京都大学名誉教授。

## 経歴
神奈川県出身。1959年京都大学文学部仏教学科卒。同博士課程中退。京大教養部助教授、1984年「南朝前半期における教相判釈の成立について」で京都大文学博士。大阪大学教授、91年京都大学人文科学研究所教授、2000年定年退官、名誉教授、大谷大学教授、京都光華女子大学教授、京都光華女子大学真宗文化研究所所長。

## 編著書
- 『北朝隋唐中国仏教思想史』編著、法藏館 2000
- 『ブッダのことばから浄土真宗へ』京都光華女子大学真宗文化研究所編、自照社出版、光華選書 2008

### 翻訳
- 『世界の名著 2 大乗仏典』「宝積経」長尾雅人共訳 中央公論社 1967
- 『大乗仏典 8 十地経』中央公論社 1974、中公文庫 2003
- 『大乗仏典 15 世親論集 唯識三十論』他は 長尾雅人・梶山雄一訳、中央公論社 1976、中公文庫 2005
- 『ブッダの詩Ⅰ 原始仏典 七』本庄良文・榎本文雄共訳、講談社 1986
  - 『スッタニパータ 釈尊のことば 全現代語訳』講談社学術文庫 2015
- 『大乗仏典 中国・日本篇 3　出三蔵記集』僧祐編、中央公論社 1993。他は小南一郎訳「法苑珠林」

## 論文
- Cinii>荒牧典俊